# Castilhon de Vaths
Castilhon de Vaths (en francès Castillon-Debats) és un municipi francès situat al departament del Gers i a la regió d'Occitània.

## Demografia
| 1962                                       | 1968 | 1975 | 1982 | 1990 | 1999 | 2006 |
| ------------------------------------------ | ---- | ---- | ---- | ---- | ---- | ---- |
| 491                                        | 432  | 371  | 377  | 348  | 301  | 319  |
| Des de 1962: població sense dobles comptes |      |      |      |      |      |      |

## Administració
| Període | Identitat         | Partit        |
| ------- | ----------------- | ------------- |
| 2001-   | Jean-Louis Magenc | Divers droite |